# 多尔半岛
44°54′N 87°18′W / 44.9°N 87.3°W
多尔半岛（Door Peninsula）位于美国威斯康星州东部，格林湾与密歇根湖之间。长约130公里，底部宽约40公里，宽度随半岛向东北方延伸逐渐变窄。在半岛中部的斯特金贝建有运河横穿半岛。半岛主要属于多尔县，南部部分属于基沃尼县和布朗县，主要城镇包括埃格港、埃利森贝、杰克逊波特、贝利港、伊弗雷姆、菲兴克里克、锡斯特贝、斯特金贝、阿尔戈马、基沃尼等。
17世纪到达此地的法国商人和传教士是最早到达多尔半岛地区的西方人，因半岛北端与华盛顿岛之间的水域十分危险，被称为“死亡之门”（法語：Porte des Morts），故半岛得名“门半岛”。现多尔半岛为知名的度假胜地，樱桃种植、奶牛饲养和旅游业为半岛地区主要产业。